# Особенная дружба (фильм)

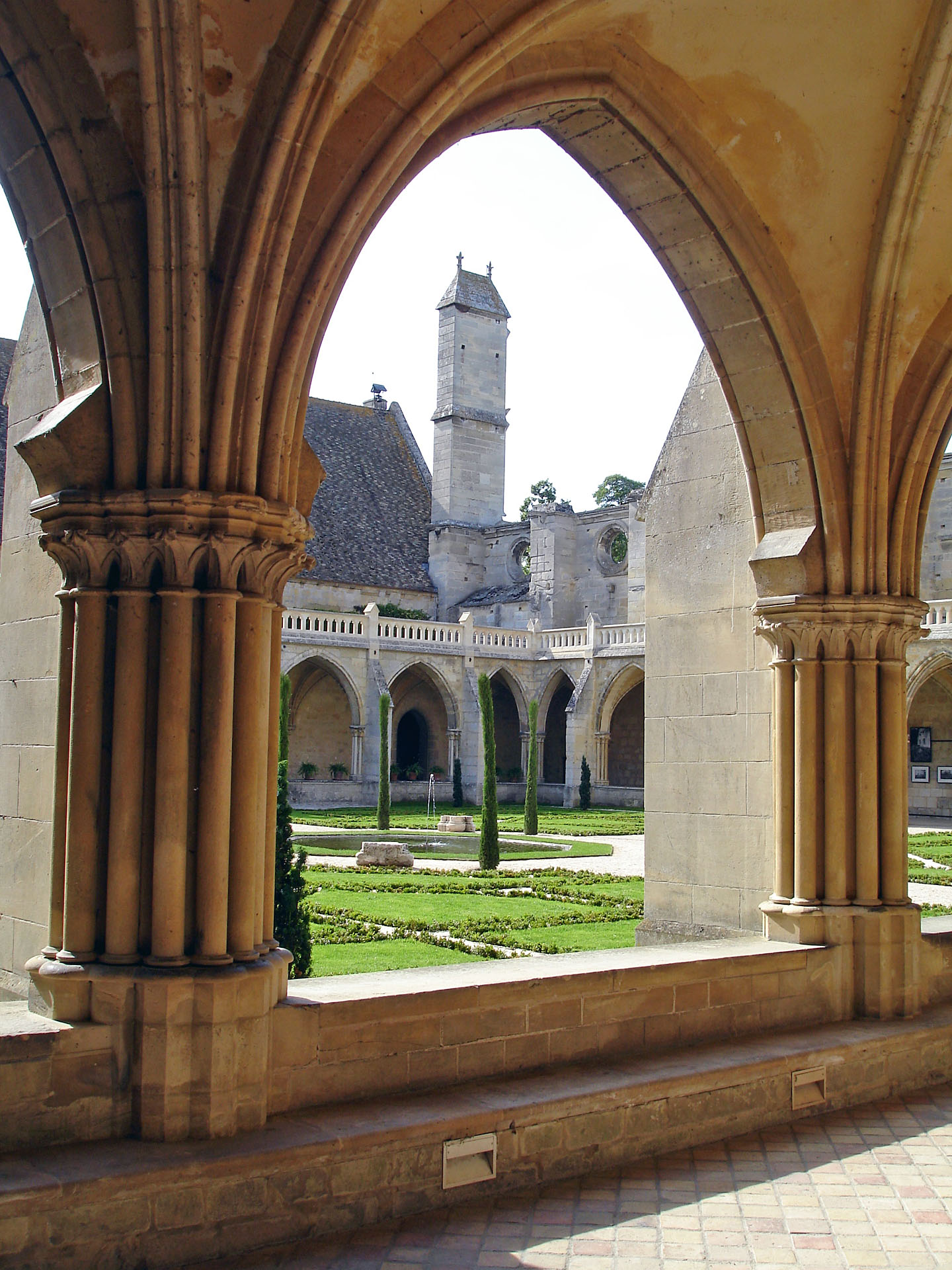
Вид из галереи в аббатстве Ройомон

«Особенная дружба» (фр. Les amitiés particulières) — французский чёрно-белый художественный фильм, экранизация одноимённого романа Роже Пейрефитта, снятый Жаном Деланнуа в 1964 году. В картине снялись Франсис Лакомбрад в роли Жоржа де Сарра, Дидье Одпен в роли Александра Мотье и Мишель Буке в роли отца де Треннеса.
Фильм в основном соответствует роману, изменяя лишь относительно незначительные сюжетные моменты. К примеру, в книге Александр покончил с собой, отравившись ядом, а в фильме он бросился из поезда. Кроме того, Александр в фильме шатен, а не блондин, из-за чего некоторые шутки из книги в фильме опущены.
Режиссёр Жан Деланнуа представляет экранизацию романа прологом: «Действие этого фильма происходит в далёком прошлом. История, о которой в ней рассказывается, не произошла бы сегодня. Школы уже не так строго дисциплинированы, а методы обучения в корне изменились. Что, конечно, никогда не изменится, что останется навсегда, — так это чувства, которые человек испытывает на пороге взрослой жизни.»

## Сюжет
Четырнадцатилетнего Жоржа де Сарра отправляют учиться в католическую школу-интернат «Сент-Клод» для мальчиков во Франции, управляемую священнослужителями. Они поддерживают консервативные традиции, запрещая мальчикам курить, общаться больше положенного, а также заводить «особенную дружбу». Жорж быстро заводит дружбу с Люсьеном Рувьером: кровать юноши находилась поблизости от кровати Жоржа, и они могли переговариваться по ночам. Однако антипатичный Марк де Блажан настраивает де Сарра против Люсьена и предостерегает: в интернате много ребят, которые «лишь кажутся хорошими, но не являются таковыми».
Прошло время, и Жорж узнал, что Люсьен увлечён Андре Ферроном — хорошо сложенным, волевым футболистом. Он становится другом Люсьена, но из некой появившейся «зависти» пытается испортить отношения Андре и Люсьена, что в конечном итоге у него получается. Скрытно оставив в кабинете настоятеля поэтическое письмо, посвящённое Люсьену, ему удалось добиться исключения Андре. Стих был подписан Андре, но закончен без адресации, что было на руку Жоржу. Видя, что чувства после исключения не иссякли и что Люсьен планирует в дальнейшем вновь встретиться с Андре, Жорж заводит «особенную дружбу» (дружбу, полную чувствительных намёков и влечения) с двенадцатилетним учеником, красивым и очаровательным Александром Мотье, на которого юноша впервые обратил внимание во время церемонии благословления агнца — ягнёнка, которого должны были принести в жертву (накануне рождественских праздников), внёс Александр в главный зал во время торжества.
Следуя религиозным устоям, священнослужители не одобряют такие отношения, даже если они не выходят за рамки нескольких поцелуев и любовных стихов и никогда не заходят в сферу сексуальности. Несмотря на явное осуждение педерастии, некоторые священники скрывают влечение к мальчикам. Один из них, отец де Тренн, приглашает учащихся в ночное время составить ему компанию в его кабинете, чтобы выпить и выкурить египетских сигар. Де Треннс по профессии археолог, путешествовал по миру, посещал Египет и Грецию, имеет высокое религиозное и культурное образование, что проявляется в диалогах с мужчиной. После того как де Треннс обнаружил любовные отношения между Жоржем и Александром, он хотел, чтобы мальчики попали в сферу его влияния и послушались его и его советов и указаний. Но Жорж не был согласен с этим и не хотел, чтобы Александра так же по ночам отводили в комнату Треннеса. Поэтому в одну из ночей, когда де Треннес отвёл одного из учащихся в свою комнату, он быстро написал анонимное письмо, побежал к комнате настоятеля, постучал в дверь и оставил рядом письмо, после чего вернулся обратно к кровати. Настоятель обнаружил, чем занимался отец де Треннес, и на следующий день последний был уже выгнан. Большинство учеников осталось в недоумении, по какой же причине был изгнан де Треннес, из-за чего возникали слухи и споры. Отец де Треннес понял, кем был обнаружен, и перед уходом состоялся диалог с Жоржем, в котором попросил «молиться за него». Накануне конца учебного года отец Лозон, друг семьи Александра и защитник мальчика, обнаруживает отношения двух мальчиков и требует, чтобы они немедленно прекратились. Лозон вынуждает Жоржа и Александра вернуть друг другу любовные письма, дабы «доказать Александру конец ваших отношений», что для двенадцатилетнего мальчика по-настоящему было большим шоком и неожиданностью. Жорж не имел возможности предпринять другое решение и согласился отдать письма. Однако Лозону не удается добиться такого же результата от Александра, который оказывается гораздо более решительным и упрямым: он отказывается подчиниться тому, что считает шантажом.
По дороге домой Александр ошибочно подумал, что Жорж его предал, рвёт все письма, отправленные Жоржем, бросает кусочки в окно и спрыгивает с поезда.

Жорж не думал, что всё закончится именно так. Александру и Жоржу не хватило времени. Александр не успел прочесть последнее письмо Жоржа, под эффектом большой подавленности и разрушенности совершил суицид. Затем приехал отец Лозон, который принёс свои соболезнования Жоржу. Ведь он тоже любил Александра как своего крёстного сына. Жоржа терзали мысли о самоубийстве, и он почти решился на это. Но он переборол это чувство. Он посчитал, что должен быть выше смерти и заключил вывод:
— Ты не мальчик молитв и слез, а моя любовь, моя надежда, моя уверенность. Ты не умер; ты только на некоторое время оказался на дальнем берегу. Ты не бог, ты такой же мальчик, как и я, ты живёшь во мне, моя кровь — это твоя кровь. Ты владеешь всем, что есть у меня. Мы желали и надеялись, и отныне мы всегда будем вместе, навсегда, и пришёл мой черёд сказать тебе: "Навсегда! Разве это не прекрасно?!

## Работа над фильмом
Продюсером фильма выступила Кристин Гуз-Реналь, сестра которой Даниэль была женой будущего президента Франции Франсуа Миттерана . Съемки фильма проходили в аббатстве Ройомон, постройка которого датируется XIII веком, соборе Сенлиса и на студии Сен-Морис, и заняли всего шесть недель. Несмотря на меры предосторожности, предусмотренные сценарием, и согласие комиссии по предварительной цензуре французского кино, фильм был запрещен к показу лицам до 18 лет под давлением католического киноофиса. Позже этот запрет был снят..
Фильм был снят по одноименному роману авторства Роже Пейрефитта. Фильм почти полностью сохраняет сюжет книги, пропуская или видоизменяя лишь некоторые моменты, такие как: самоубийство Александра; в книге он смертельно отравился ядом, а в фильме сбросился с поезда. Кроме того, Александр в фильме шатен, а не блондин, что также влечёт упущение некоторых шуток между Жоржем и Александром на эту тему.
Именно во время съёмок Пейрефитт познакомился с Аленом-Филиппом Маланьяком, которому на тот момент было двенадцать с половиной лет: он играл роль статиста и был большим поклонником книги, с которой незадолго до этого познакомила его мать. По просьбе мальчика писатель посвятил ему свой экземпляр романа, и они полюбили друг друга. Затем они пережили длительные, но бурные отношения, о которых Пейрефитт рассказал в таких произведениях, как Notre amour (1967) и L’Enfant de cœur (1978).
Ален-Филипп Маланьяк вскоре женился на Аманде Лир и умер в пятьдесят один год во время пожара, почти сразу после смерти Пейрефитта. Неизвестно, было ли это самоубийством, хотя Пейрефитт в своих романах описывает «договор о самоубийстве» между ними, то есть их намерение покончить жизнь самоубийством в случае смерти другого.
Успех романа Пейрефита, выдержавшего множество изданий и ставшего для французов классическим, породил спрос на произведения аналогичной
тематики. Сам Пейрефитт был дружен с Анри де Монтерланом, который с 1912 года обдумывал произведения на подобную тему, опубликованные в итоге как роман «Мальчики» (1969) и роман «Город, в котором правит ребёнок» (1951). В 1997 г. по мотивам обоих произведений Кристоф Малавуа снял телефильм.

## Актёрский состав
- Франсис Лакомбрад в роли Жоржа де Сарра
- Дидье Одпен в роли Александра Мотье
- Франсуа Леччия в роли Люсьена Ровьера
- Доминик Маурин в роли Марка де Блажана
- Луи Сенье в роли отца Лозона
- Мишель Буке в роли отца де Треннеса
- Жерар Шамбре в роли Андре феррона

## Критика
Франсуа Мориак возмутился тематикой фильма и написал резко негативную статью, издавшуюся в газете "Le Figaro". Вскоре последовала ответная реакция самого Роже Пейрефитта, который предал писателя-католика огласке и заявил о его латентной гомосексуальности.

Джеймс Трэверс из Filmsdefrance.com дал фильму четыре звезды из пяти, написав: 
Захватывающая актёрская игра Франсиса Лакомбрада и Дидье Одпена преподносят в фильм некую остроту, поэзию и духовную яркость, что редко встречается даже во французских фильмах о любви. Хотя "Особенная дружба" представляет собой мощную, глубоко трогательную историю любви, на самом деле это гораздо большее. Это прямая атака на двойные стандарты и лицемерие современного общества, которое всегда руководствуется предрассудками, мелкими правилами и двойными стандартами.

## Саундтрек
- Pange lingua (хор)
- Alouette, gentille Alouette (сцена в поезде)

## Факты о фильме
- Название школы, появившейся в манге Такэмии Кэйко „Песня ветра и деревьев“ (1976), совпадает с именем Франсиса Лакомбрада (La Comblade)
- Фильм представлял Францию на Венецианском кинофестивале 1965 года[7].
- Фильм послужил источником вдохновения для манги Мото Хаджио „Сердце Томаса“[8]: Хагио предложили посмотреть фильм летом 1970 года, и в ноябре 1971 года она опубликовала первые 40 страниц манги в Shojo Comic. Впоследствии автор в постскриптуме к манге пишет: "Некоторое время назад я посмотрела фильм «Особенная дружба» с Дидье Ходепином в главной роли, действие которого происходит в общежитии для мальчиков. Я была так зла, потому что мне было жаль мальчика, совершившего самоубийство, и я была раздражена, потому что думала: «Если один из них совершает самоубийство в результате любовной связи, а другой сожалеет, что был неправ, и потом все заканчивается, я не могу не задаться вопросом, что будет дальше». Поэтому я решила снять историю, которая начинается с того момента, когда кто-то совершает самоубийство, и так я придумала «Сердце Томаса».